# Sabah (Sängerin)

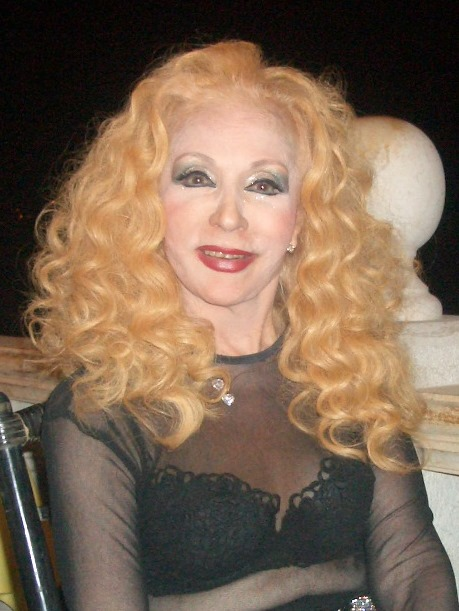
Sabah (2007)

Sabah (arabisch صباح, DMG Ṣabāḥ; wirklicher Name Jeanette Gergis al-Feghali, arabisch جانيت جرجس الفغالي, DMG Ǧānīt Ǧurǧis al-Faġāliyy; * 9. November 1927 in Bdadoun; † 26. November 2014 in Beirut) war eine libanesische Sängerin und Schauspielerin. In der arabischen Welt galt sie als musikalische Ikone.

## Leben und Karriere
Sabah nahm in ihrer sechseinhalb Jahrzehnte andauernden Karriere mehr als 50 Musikalben auf und hatte ein Repertoire von über 3000 Liedern. Mit ihrer warmen und ausdrucksstarken Stimme konzertierte sie auch im westlichen Ausland, so in der Oper von Sydney, der Royal Albert Hall in London und der Carnegie Hall in New York.
Neben ihrer Sängerkarriere trat sie ab 1938 als Schauspielerin in etwa 100 Filmen des libanesischen und ägyptischen Films sowie mehr als 20 Bühnenstücken auf. Bekannt war sie auch als Moderatorin von Konzerten und durch Fernsehauftritte. Ihr Privatleben war insbesondere wegen ihrer zahlreichen Ehemänner häufig Gegenstand der Presseschlagzeilen.
Außer der libanesischen besaß sie auch die ägyptische, jordanische und US-amerikanische Staatsbürgerschaft. Zu ihren zahlreichen Auszeichnungen gehörte zuletzt auch der Lifetime Achievement Award des Dubai International Film Festivals.

## Diskografie

### Singles (Auswahl)
- Yana Yana
- Zay El Asal
- Al Basata